# 47
El año 47 (XLVII) fue un año común comenzado en domingo del calendario juliano, en vigor en aquella fecha. 
En el Imperio romano, era conocido como el Año del consulado de César y Vitelio (o menos frecuentemente, año 800 Ab urbe condita). La denominación 47 para este año ha sido usado desde principios del período medieval, cuando el Anno Domini se convirtió en el método prevalente en Europa para nombrar a los años.

## Acontecimientos
- Claudio y Vitelio ejercen el consulado en Roma. Es la única vez en la que la dupla de cónsules se repitió, pues ya habían compartido la dignidad consular en el año 43. El emperador Claudio era cónsul por cuarta vez este año (tercera estando en el trono, hubo una anterior bajo Calígula), mientras que era la tercera vez para Vitelio.
- Los romanos construyen una fortificación que más tarde se convertirá en la ciudad de Utrecht.
- Plinio el Viejo, bajo las órdenes de Corbulón, toma parte en la campaña militar contra Germania.